# Elżbieta Jankowska
Elżbieta Róża Jankowska (Łódź; 1 de Agosto de 1952 — ) é um político da Polónia. Ela foi eleito para a Sejm em 25 de Setembro de 2005 com 7495 votos em 9 no distrito de Łódź, candidato pelas listas do partido Sojusz Lewicy Demokratycznej.
Ele também foi membro da Sejm 2001-2005.